# Военная комендатура
Военная комендатура — военная организация, предназначавшаяся для обеспечения правопорядка и воинской дисциплины в Вооружённых Силах Союза ССР и Российской Федерации.
Военная комендатура (ВК) подчинялась начальнику гарнизона и включала в себя: начальника ВК, заместителя начальника ВК, начальника военной автоинспекции (ВАИ), заместителя начальника ВАИ, начальника гауптвахты, старшину гауптвахты и так далее (все должности в ВК могли быть внештатными). В настоящее время военная комендатура является территориальным органом военной полиции России.
В военной авиации СССР и России имеется термин: Авиационная комендатура — тыловая воинская часть численность до роты (обычно в пределах 30 — 50 человек, из них не менее половины — офицеры), предназначенная для поддержания в рабочем состоянии военного аэродрома, на котором нет лётных подразделений и собственных летательных аппаратов (обычно это запасной или законсервированный аэродром). Личный состав АК выполняет все функции по приёму и выпуску одиночных воздушных судов в полном объёме.

В каждом муниципальном образовании, или группе МО есть военный комендант. 

## Задачи
Согласно Уставу гарнизонной и караульной служб, уставу военной полиции ВС России, задачами военной комендатуры гарнизона являлись[когда?]:
- разработка совместно с должностными лицами гарнизона, командирами и штабами воинских частей плана мероприятий по выполнению задач гарнизонной службы и организация его выполнения;
- организация караульной службы по охране и обороне гарнизонных объектов, контроль над её несением;
- обеспечение согласованности действий воинских частей гарнизона при переводе с мирного на военное время;
- разработка мероприятий и организация контроля над соблюдением военнослужащими воинской дисциплины в гарнизоне;
- организация мер обеспечения производства по материалам о дисциплинарных проступках; содержание на гарнизонной гауптвахте задержанных военнослужащих; подвергнутых дисциплинарному аресту; осужденных к аресту с отбыванием наказания на гауптвахте; подозреваемых и обвиняемых в совершении преступлений; подсудимых (обвиняемых в совершении преступлений и заключенных под стражу, уголовные дела которых приняты к производству судами); осужденных военным судом, в отношении которых приговор не вступил в законную силу;
- оказание помощи подразделениям территориальных органов Министерства внутренних дел Российской Федерации и следственным органам Следственного комитета Российской Федерации в розыске и задержании военнослужащих, совершивших преступление или самовольно оставивших воинскую часть, их конвоировании, а также в розыске военных, скрывшихся с места дорожно-транспортного происшествия, участниками которого они являлись, угнанных и похищенных транспортных средств воинских частей;
- обеспечение взаимодействия между пожарными командами гарнизона, вызов сил и средств, предусмотренных планом противопожарной охраны, при возникновении пожара на объектах гарнизона.
- планирование мероприятий при введении чрезвычайного положения на территории гарнизона, в том числе в случае привлечения войск к обеспечению режима чрезвычайного положения, а также для ликвидации в случае возникновения (угрозы возникновения) чрезвычайных ситуаций природного и техногенного характера, чрезвычайных экологических ситуаций, в том числе эпидемий и эпизоотий (далее — чрезвычайные ситуации природного и техногенного характера);
- согласование мероприятий по поддержанию порядка с органами государственной власти и органами местного самоуправления во время подготовки и проведения парадов и других гарнизонных мероприятий с участием войск;
- учёт воинских захоронений, расположенных на закрытых территориях гарнизонов, и принятие мер по содержанию их в надлежащем порядке.

В каждом гарнизоне для поддержания порядка и контроля над соблюдением воинской дисциплины военнослужащими на улицах, в транспорте общего пользования и в других общественных местах, на вокзалах, железнодорожных станциях (в портах, аэропортах) приказом начальника гарнизона организовывалось патрулирование, для чего из состава военной комендатуры и воинских частей гарнизона назначались гарнизонные патрули, а при военной комендатуре — резервный гарнизонный патруль с транспортным средством.

## Здания военных комендатур
- Здание Межсоюзнической комендатуры, в оккупированном союзниками Берлине.
- Здание военной комендатуры «Под липами» (Унтер-ден-Линден) в Берлине.
- Здание военной комендатуры в Зарлуи, 1900 год.
- Здание военной комендатуры во Франции, 1940 год.
- Здание военной комендатуры в Калининграде.
- Здание военной комендатуры Санкт-Петербурга.